# Nuhr im Ersten
Nuhr im Ersten ist eine deutsche Kabarettsendung, die von der ARD im Ersten ausgestrahlt wird. Die Sendung trug von 2009 bis 2014 den Titel Satire Gipfel. Gastgeber war bis Ende 2010 der Kabarettist Mathias Richling, der zuvor Teil der langjährigen Vorgängersendung Scheibenwischer gewesen war. Seit Januar 2011 präsentiert Dieter Nuhr die Sendung.

## Geschichte

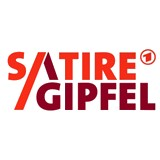
Logo des Satire-Gipfels bis 10. Oktober 2011

Produziert wurde die Sendung bis Ende 2010 von den beiden ARD-Anstalten Rundfunk Berlin-Brandenburg (rbb) und Bayerischer Rundfunk (BR), hergestellt im halbjährlichen Wechsel in Berlin und München. Seit 2011 wurde der Satire Gipfel vom Rundfunk Berlin-Brandenburg und dem Westdeutschen Rundfunk (WDR) produziert. Die Aufzeichnungen erfolgten bis zum Dezember 2018 im Radialsystem V. Von Januar 2019 bis zum Oktober 2023 wurde die Sendung als Auftragsproduktion von der Nuhr TV GmbH im „Säälchen“ in Berlin-Friedrichshain produziert. Seit Februar 2024 wird die Sendung im Studio A des RBB-Fernsehzentrums aufgezeichnet. Stammgäste der Sendung waren beziehungsweise sind Frank Lüdecke (bis März 2012), Gerburg Jahnke (November 2012 bis November 2013), Andreas Rebers (seit Januar 2011), Torsten Sträter (seit März 2013), Ingo Appelt (seit Dezember 2013) und Lisa Eckhart (seit Januar 2019).

## Kritik
Die Sendung stand unter anderem in der Kritik wegen Witzen über die Klimabewegung oder Behauptungen zu der akademisch geprägten Minderheit, die angeblich den Diskurs beherrsche. Die Frankfurter Rundschau fasste eine Sendung wie folgt zusammen: „Seine minutenlange Begrüßung wird zu einer Aneinanderreihung reflexhaft abwehrender Witze über Wokeness in gesellschaftlichen Debatten und gendergerechte Sprache und Karl Mays ‚Winnteou‘-Romane. […] Dass er dabei in drei Minuten all das mit Füßen tritt, für das Menschen eintreten, die auf die strukturelle Diskriminierung marginalisierter Gruppen hinweisen und einen respektvolleren Umgang der Menschen in der Gesellschaft herbeiführen möchten, ist dem Kabarettisten herzlich egal.“ Die Zeit schreibt: „Der Kabarettist lebt mittlerweile vor allem von der Kritik an ihm“.
Im März 2023 wurde Nuhrs Sendung im ZDF Magazin Royale in der Folge Nuhr im Zweiten parodiert. Sebastian Rüger spielte dabei Dieter Nuhr unter dem Pseudonym Werner Blohß.

## Episodenliste
Der Satire Gipfel wurde bis 2010 von Mathias Richling moderiert. Seit Anfang 2011 (Episode 18) ist Dieter Nuhr Gastgeber. Bis zur Sommerpause 2011 war die Ausstrahlung an einem Donnerstag, danach montags. Die Nachfolgesendung Nuhr im Ersten startete im September 2014 wieder donnerstags.

### Satire Gipfel
| Nr. | Datum / Sendezeit             | Gäste                                                                                |
| --- | ----------------------------- | ------------------------------------------------------------------------------------ |
| 1   | Do., 19. Mär. 2009, 22:45 Uhr | Frank Lüdecke, Matthias Seling, Philipp Weber, Ingolf Lück                           |
| 2   | Do., 23. Apr. 2009, 22:45 Uhr | Markus Maria Profitlich, Arnulf Rating, Mathias Tretter, Christoph Sieber            |
| 3   | Do., 21. Mai 2009, 23:00 Uhr  | Carmela de Feo, Fatih Çevikkollu, Andreas Rebers, Frank Lüdecke                      |
| 4   | Do., 18. Juni 2009, 23:00 Uhr | Matthias Egersdörfer, Hagen Rether, HG. Butzko, Harald Schmidt                       |
| 5   | Do., 10. Sep. 2009, 23:02 Uhr | Frank Lüdecke, Andreas Rebers, Christoph Sieber, Paul Panzer                         |
| 6   | Do., 08. Okt. 2009, 23:00 Uhr | Django Asül, Dave Davis, Andreas Thiel, Markus Maria Profitlich                      |
| 7   | Do., 26. Nov. 2009, 23:15 Uhr | Frank Lüdecke, Alfred Dorfer, Tobias Mann, Sigi Zimmerschied                         |
| 8   | Do., 30. Dez. 2009, 23:00 Uhr | Jahresrückblick: Hagen Rether, Philipp Weber, Olaf Schubert, Ingolf Lück             |
| 9   | Do., 21. Jan. 2010, 22:45 Uhr | Frank Lüdecke, Axel Pätz, Robert Griess, Christoph Sieber                            |
| 10  | Do., 18. Feb. 2010, 22:45 Uhr | Andreas Rebers, Matthias Egersdörfer, Christian Ehring, Tobias Mann                  |
| 11  | Do., 18. Mär. 2010, 22:45 Uhr | Frank Lüdecke, Ingo Appelt, Dave Davis, Fatih Çevikkollu                             |
| 12  | Do., 22. Apr. 2010, 22:45 Uhr | Harald Schmidt, Alfred Dorfer, Markus Maria Profitlich, Ingolf Lück                  |
| 13  | Do., 20. Mai 2010, 23:00 Uhr  | Frank Lüdecke, Philipp Weber, Kurt Krömer, Wilfried Schmickler                       |
| 14  | Do., 09. Sep. 2010, 22:45 Uhr | Frank Lüdecke, Sigi Zimmerschied, Markus Maria Profitlich, Sebastian Pufpaff         |
| 15  | Do., 07. Okt. 2010, 22:45 Uhr | Vince Ebert, Ingolf Lück, Andreas Rebers, Claus von Wagner                           |
| 16  | Do., 25. Nov. 2010, 23:15 Uhr | Dave Davis, Frank Lüdecke, Christoph Sieber, Olaf Schubert                           |
| 17  | Do., 30. Dez. 2010, 23:45 Uhr | Jahresrückblick: Ingo Appelt, Tobias Mann, Hagen Rether, Mathias Tretter             |
| 18  | Do., 20. Jan. 2011, 22:45 Uhr | Tina Teubner, Andreas Rebers, Alfred Dorfer, Matze Knop                              |
| 19  | Do., 17. Feb. 2011, 22:45 Uhr | Horst Evers, Fatih Çevikkollu, Pigor & Eichhorn                                      |
| 20  | Do., 17. Mär. 2011, 23:05 Uhr | Frank Lüdecke, Andreas Rebers                                                        |
| 21  | Do., 14. Apr. 2011, 23:30 Uhr | Nils Heinrich, Matthias Egersdörfer, Wilfried Schmickler                             |
| 22  | Do., 26. Mai 2011, 23:15 Uhr  | Christoph Sieber, Olaf Schubert, Andreas Rebers, Johann König                        |
| 23  | Mo., 12. Sep. 2011, 22:45 Uhr | Rainald Grebe, Nils Heinrich, Wilfried Schmickler, Horst Evers                       |
| 24  | Mo., 10. Okt. 2011, 22:45 Uhr | Andreas Rebers, Frank Lüdecke, Rolf Miller, Dietmar Wischmeyer                       |
| 25  | Mo., 07. Nov. 2011, 22:50 Uhr | Rainald Grebe, Max Uthoff, Olaf Schubert, Johann König                               |
| 26  | Mo., 05. Dez. 2011, 22:45 Uhr | Andreas Rebers, Frank Lüdecke, Marc-Uwe Kling, Sebastian Pufpaff, Dietmar Wischmeyer |
| 27  | Mo., 06. Feb. 2012, 22:45 Uhr | Tobias Mann, Andreas Rebers, Rolf Miller, Marc-Uwe Kling                             |
| 28  | Mo., 05. Mär. 2012, 22:45 Uhr | Horst Evers, Frank Lüdecke, Philip Simon, Annamateur & Außensaiter                   |
| 29  | Mo., 02. Apr. 2012, 23:00 Uhr | Nils Heinrich, Johann König, Timo Wopp, Axel Pätz                                    |
| 30  | Mo., 14. Mai 2012, 22:45 Uhr  | Andreas Rebers, Christoph Sieber, Wilfried Schmickler, Horst Evers                   |
| 31  | Mo., 03. Sep. 2012, 22:45 Uhr | Lisa Feller, Horst Evers, Ingo Appelt, Michael Krebs                                 |
| 32  | Mo., 01. Okt. 2012, 23:00 Uhr | Andreas Rebers, Frank Goosen, Hans Werner Olm                                        |
| 33  | Mo., 05. Nov. 2012, 22:45 Uhr | Gerburg Jahnke, Andreas Rebers, Max Uthoff, Marc-Uwe Kling                           |
| 34  | Mo., 03. Dez. 2012, 22:45 Uhr | Gerburg Jahnke, Sebastian Pufpaff, Andreas Rebers, Wilfried Schmickler               |
| 35  | Mo., 04. Feb. 2013, 22:45 Uhr | Gerburg Jahnke, Andreas Rebers, Johann König, Dietmar Wischmeyer                     |
| 36  | Mo., 04. Mär. 2013, 22:45 Uhr | Carolin Kebekus, Wilfried Schmickler, Torsten Sträter                                |
| 37  | Mo., 08. Apr. 2013, 22:45 Uhr | Andreas Rebers, Ingo Appelt, Max Uthoff, Michael Hatzius & die Echse                 |
| 38  | Mo., 06. Mai 2013, 22:55 Uhr  | Gerburg Jahnke, Hans Liberg, Torsten Sträter, Horst Schroth                          |
| 39  | Mo., 02. Sep. 2013, 23:00 Uhr | Gerburg Jahnke, Barbara Ruscher, Wilfried Schmickler, Christoph Sieber               |
| 40  | Mo., 07. Okt. 2013, 22:45 Uhr | Carolin Kebekus, Andreas Rebers, Lars Reichow, Torsten Sträter                       |
| 41  | Mo., 04. Nov. 2013, 22:45 Uhr | Gerburg Jahnke, Florian Schroeder, Torsten Sträter, C. Heiland                       |
| 42  | Mo., 02. Dez. 2013, 22:45 Uhr | Nessi Tausendschön, Sebastian Pufpaff, Andreas Rebers, Ingo Appelt                   |
| 43  | Mo., 03. Feb. 2014, 22:45 Uhr | Dave Davis, Michael Hatzius & die Echse, Andreas Rebers, Torsten Sträter             |
| 44  | Mo., 10. Mär. 2014, 22:45 Uhr | Abdelkarim, Ingo Appelt, Torsten Sträter, Enissa Amani                               |
| 45  | Mo., 07. Apr. 2014, 22:45 Uhr | Ingo Appelt, Torsten Sträter, Andreas Rebers, Sebastian Pufpaff                      |
| 46  | Mo., 12. Mai 2014, 22:45 Uhr  | Carolin Kebekus, Ingo Appelt, Lars Reichow, Sebastian 23                             |

### Nuhr im Ersten
| Nr. | Datum / Sendezeit             | Gäste                                                                          |
| --- | ----------------------------- | ------------------------------------------------------------------------------ |
| 47  | Do., 18. Sep. 2014, 22:45 Uhr | Ingo Appelt, Harald Martenstein, Andreas Rebers, Wilfried Schmickler           |
| 48  | Do., 23. Okt. 2014, 22:45 Uhr | Ingo Appelt, Andreas Rebers, Torsten Sträter, Sebastian Pufpaff                |
| 49  | Do., 06. Nov. 2014, 23:00 Uhr | Enissa Amani, Ingo Appelt, Florian Schroeder, Torsten Sträter                  |
| 50  | Do., 04. Dez. 2014, 22:45 Uhr | Ingo Appelt, Johann König, Andreas Rebers, Torsten Sträter                     |
| 51  | Do., 15. Jan. 2015, 22:50 Uhr | Senay Duzcu, Ingo Appelt, Andreas Rebers, Torsten Sträter                      |
| 52  | Do., 12. Feb. 2015, 23:30 Uhr | Enissa Amani, Ingo Appelt, Torsten Sträter, Simon Pearce                       |
| 53  | Do., 12. Mär. 2015, 22:45 Uhr | Christiane Olivier, Andreas Rebers, Torsten Sträter, Masud Akbarzadeh          |
| 54  | Do., 16. Apr. 2015, 23:15 Uhr | Lena Liebkind, Ingo Appelt, Andreas Rebers, Torsten Sträter                    |
| 55  | Do., 14. Mai 2015, 23:30 Uhr  | Ingo Appelt, Michael Mittermeier, Andreas Rebers, Torsten Sträter              |
| 56  | Do., 04. Juni 2015, 22:45 Uhr | Ingo Appelt, C. Heiland, Florian Schroeder, Torsten Sträter                    |
| 57  | Do., 10. Sep. 2015, 22:45 Uhr | Imaani Brown, Ingo Appelt, Andreas Rebers, Torsten Sträter                     |
| 58  | Do., 01. Okt. 2015, 23:20 Uhr | Ingo Appelt, Frank Fischer, Johann König, Torsten Sträter                      |
| 59  | Do., 05. Nov. 2015, 23:05 Uhr | Hazel Brugger, Abdelkarim, Ingo Appelt, Torsten Sträter                        |
| 60  | Do., 03. Dez. 2015, 23:15 Uhr | Ingo Appelt, Sebastian Pufpaff, Andreas Rebers, Torsten Sträter                |
| 61  | Do., 14. Jan. 2016, 22:45 Uhr | Ingo Appelt, Maxi Gstettenbauer, Andreas Rebers, Torsten Sträter               |
| 62  | Do., 11. Feb. 2016, 22:45 Uhr | Ingo Appelt, Andreas Rebers, Torsten Sträter, Masud Akbarzadeh                 |
| 63  | Do., 10. Mär. 2016, 22:45 Uhr | Hazel Brugger, Ingo Appelt, Alain Frei, Michael Mittermeier                    |
| 64  | Do., 07. Apr. 2016, 23:45 Uhr | Ingo Appelt, Andreas Rebers, Torsten Sträter, Enissa Amani                     |
| 65  | Do., 05. Mai 2016, 23:30 Uhr  | Andreas Rebers, Hazel Brugger, Ingmar Stadelmann, Torsten Sträter              |
| 66  | Do., 09. Juni 2016, 22:45 Uhr | Ingo Appelt, Monika Gruber, Johann König, Torsten Sträter                      |
| 67  | Do., 08. Sep. 2016, 22:45 Uhr | Ingo Appelt, Florian Schroeder, Sarah Bosetti, Torsten Sträter                 |
| 68  | Do., 06. Okt. 2016, 22:45 Uhr | Ingo Appelt, Michael Mittermeier, Torsten Sträter, Andreas Rebers              |
| 69  | Do., 17. Nov. 2016, 23:55 Uhr | Ingo Appelt, Sebastian Pufpaff, Andreas Rebers, Torsten Sträter                |
| 70  | Do., 12. Jan. 2017, 22:45 Uhr | Ingo Appelt, Frank Fischer, Masud Akbarzadeh, Torsten Sträter                  |
| 71  | Do., 09. Feb. 2017, 23:50 Uhr | Katrin Bauerfeind, Ingo Appelt, Andreas Rebers, Torsten Sträter                |
| 72  | Do., 09. Mär. 2017, 22:45 Uhr | Ingo Appelt, Josef Hader, Andreas Rebers, Torsten Sträter                      |
| 73  | Do., 06. Apr. 2017, 22:45 Uhr | Ingo Appelt, Enissa Amani, Michael Mittermeier, Torsten Sträter                |
| 74  | Do., 04. Mai 2017, 22:45 Uhr  | Ingo Appelt, Abdelkarim, Ingmar Stadelmann, Torsten Sträter                    |
| 75  | Do., 14. Sep. 2017, 22:45 Uhr | Ingo Appelt, Johann König, Sebastian Pufpaff, Torsten Sträter                  |
| 76  | Do., 12. Okt. 2017, 22:45 Uhr | Hazel Brugger, Ingo Appelt, Andreas Rebers, Torsten Sträter                    |
| 77  | Do., 16. Nov. 2017, 23:30 Uhr | Sarah Bosetti, Ingo Appelt, Michael Mittermeier, Torsten Sträter               |
| 78  | Do., 07. Dez. 2017, 22:45 Uhr | Ingo Appelt, Andreas Rebers, Florian Schroeder, Andreas Vitásek                |
| 79  | Do., 11. Jan. 2018, 22:45 Uhr | Lisa Eckhart, Ingo Appelt, Jochen Malmsheimer, Torsten Sträter                 |
| 80  | Do., 15. Feb. 2018, 22:55 Uhr | Monika Gruber, Andreas Rebers, Torsten Sträter, Ingo Appelt                    |
| 81  | Do., 15. Mär. 2018, 22:45 Uhr | Ingo Appelt, Andreas Rebers, Torsten Sträter, Masud Akbarzadeh                 |
| 82  | Do., 12. Apr. 2018, 22:45 Uhr | Tan Çağlar, Torsten Sträter, Lisa Eckhart                                      |
| 83  | Do., 03. Mai 2018, 22:45 Uhr  | Ingo Appelt, Johann König, Thomas Maurer, Torsten Sträter                      |
| 84  | Do., 13. Sep. 2018, 22:45 Uhr | Abdelkarim, Ingo Appelt, Eckart von Hirschhausen, Torsten Sträter              |
| 85  | Do., 04. Okt. 2018, 23:00 Uhr | Michael Altinger, Torsten Sträter, Lisa Eckhart, Florian Schroeder             |
| 86  | Do., 08. Nov. 2018, 22:45 Uhr | Ingo Appelt, Tahnee, Andreas Rebers, Torsten Sträter                           |
| 87  | Do., 06. Dez. 2018, 22:45 Uhr | Ingo Appelt, Tobias Mann, Michael Mittermeier, Andreas Rebers, Torsten Sträter |
| 88  | Do., 17. Jan. 2019, 22:45 Uhr | Lisa Eckhart, Torsten Sträter, Florian Schroeder, Ingo Appelt                  |
| 89  | Do., 24. Jan. 2019, 22:45 Uhr | Lisa Eckhart, Sebastian Pufpaff, Michael Mittermeier, Ingo Appelt              |
| 90  | Do., 31. Jan. 2019, 22:45 Uhr | Andreas Rebers, Ingo Appelt, Lisa Eckhart                                      |
| 91  | Sa., 07. Feb. 2019, 23:40 Uhr | Lisa Eckhart, Torsten Sträter, Florian Schroeder, Michael Hatzius & die Echse  |
| 92  | Do., 21. Mär. 2019, 22:45 Uhr | Ingo Appelt, Lisa Eckhart, Torsten Sträter, Andreas Rebers                     |
| 93  | Do., 28. Mär. 2019, 22:45 Uhr | Wolfgang Trepper, Olaf Schubert, Lisa Eckhart, Abdelkarim                      |
| 94  | Do., 04. Apr. 2019, 22:45 Uhr | Ingo Appelt, Masud Akbarzadeh, Ingmar Stadelmann                               |
| 95  | Do., 11. Apr. 2019, 22:45 Uhr | Lisa Eckhart, Johann König, Andreas Rebers, Torsten Sträter                    |
| 96  | Do., 02. Mai 2019, 22:45 Uhr  | Lisa Eckhart, Michael Mittermeier, Torsten Sträter, Tahnee                     |
| 97  | Do., 09. Mai 2019, 22:45 Uhr  | Lisa Eckhart, Ingo Appelt, Timo Wopp                                           |
| 98  | Do., 26. Sep. 2019, 22:45 Uhr | Lisa Eckhart, Monika Gruber, Ingo Appelt, Torsten Sträter                      |
| 99  | Do., 03. Okt. 2019, 23:45 Uhr | Ingo Appelt, Johann König, Sebastian Pufpaff, Andreas Rebers                   |
| 100 | Do., 10. Okt. 2019, 22:45 Uhr | Lisa Eckhart, Torsten Sträter, Wolfgang Trepper                                |
| 101 | Do., 31. Okt. 2019, 22:45 Uhr | Monika Gruber, Michael Mittermeier, Andreas Rebers, Florian Schroeder          |
| 102 | Do., 07. Nov. 2019, 22:45 Uhr | Ingo Appelt, Lisa Eckhart, Torsten Sträter, Abdelkarim                         |
| 103 | Do., 21. Nov. 2019, 23:30 Uhr | Lisa Eckhart, Torsten Sträter, Maxi Schafroth, Alfons                          |
| 104 | Do., 28. Nov. 2019, 22:45 Uhr | Lisa Eckhart, Ingo Appelt, Özgür Cebe, Frank Lüdecke                           |
| 105 | Do., 16. Jan. 2020, 22:45 Uhr | Lisa Eckhart, Ingo Appelt, Torsten Sträter, Florian Schroeder                  |
| 106 | Do., 23. Jan. 2020, 22:45 Uhr | Wolfgang Trepper, Severin Groebner, Lisa Eckhart                               |
| 107 | Do., 30. Jan. 2020, 22:45 Uhr | Ingo Appelt, Michael Mittermeier, Andreas Rebers, Mirja Regensburg             |
| 108 | Do., 06. Feb. 2020, 23:00 Uhr | Torsten Sträter, Alfred Dorfer, Özgür Cebe, Lisa Eckhart                       |
| 109 | Do., 12. Mär. 2020, 23:05 Uhr | Simone Solga, Bastian Bielendorfer, Alfred Mittermeier, Sarah Bosetti          |
| 110 | Do., 19. Mär. 2020, 23:05 Uhr | Torsten Sträter, Lisa Eckhart, Johann König, Michael Mittermeier               |
| 111 | Do., 26. Mär. 2020, 23:00 Uhr | Lisa Eckhart, Ingo Appelt, Torsten Sträter, Wolfgang Trepper                   |
| 112 | Do., 23. Apr. 2020, 23:00 Uhr | Ingo Appelt, Lisa Eckhart, Günter Grünwald, Torsten Sträter, Özcan Coşar       |
| 113 | Do., 30. Apr. 2020, 23:05 Uhr | Torsten Sträter, Andreas Rebers, Lisa Eckhart, Florian Schroeder               |
| 114 | Do., 24. Sep. 2020, 22:50 Uhr | Monika Gruber, Wolfgang Trepper, Florian Schroeder, Lisa Eckhart               |
| 115 | Do., 01. Okt. 2020, 22:50 Uhr | Lisa Eckhart, Johann König, Andreas Rebers, Torsten Sträter                    |
| 116 | Do., 08. Okt. 2020, 23:10 Uhr | Monika Gruber, Abdelkarim, Ingo Appelt                                         |
| 117 | Do., 05. Nov. 2020, 23:05 Uhr | Monika Gruber, Ingo Appelt, Andreas Rebers, Torsten Sträter                    |
| 118 | Do., 12. Nov. 2020, 22:50 Uhr | Lisa Eckhart, Simone Solga, Florian Schroeder, Wolfgang Trepper                |
| 119 | Do., 26. Nov. 2020, 23:05 Uhr | Lisa Eckhart, Monika Gruber, Ingo Appelt, Torsten Sträter                      |
| 120 | Do., 14. Jan. 2021, 22:50 Uhr | Lisa Eckhart, Torsten Sträter, Wolfgang Trepper, Özgür Cebe                    |
| 121 | Do., 21. Jan. 2021, 22:50 Uhr | Ingo Appelt, Tan Çağlar, Lisa Eckhart, Severin Groebner                        |
| 122 | Do., 28. Jan. 2021, 23:00 Uhr | Barbara Ruscher, Lisa Eckhart, Alfred Mittermeier, Andreas Rebers              |
| 123 | Do., 04. Feb. 2021, 22:50 Uhr | Lisa Eckhart, Ingo Appelt, Stefan Danziger, Torsten Sträter                    |
| 124 | Do., 11. Mär. 2021, 22:50 Uhr | Senay Duzcu, Torsten Sträter, David Kebekus, Wolfgang Trepper                  |
| 125 | Do., 18. Mär. 2021, 22:50 Uhr | Lisa Eckhart, Ingo Appelt, Andreas Rebers, Alfred Dorfer                       |
| 126 | Do., 25. Mär. 2021, 22:50 Uhr | Simone Solga, Lisa Eckhart, Johann König, Barbara Ruscher                      |
| 127 | Do., 22. Apr. 2021, 22:50 Uhr | Sarah Bosetti, Luise Kinseher, Ingo Appelt, Torsten Sträter                    |
| 128 | Do., 29. Apr. 2021, 22:50 Uhr | Lisa Eckhart, Abdelkarim, Alfons, Torsten Sträter                              |
| 129 | Do., 06. Mai 2021, 22:50 Uhr  | Lisa Eckhart, Andreas Rebers, Florian Schroeder, Özgür Cebe                    |
| 130 | Do., 23. Sep. 2021, 22:20 Uhr | Monika Gruber, Barbara Ruscher, Lisa Eckhart, Alfred Dorfer                    |
| 131 | Do., 30. Sep. 2021, 22:50 Uhr | Lisa Eckhart, Özgür Cebe, Ingo Appelt, Wolfgang Trepper                        |
| 132 | Do., 07. Okt. 2021, 22:50 Uhr | Patti Basler, Abdelkarim, Ingo Appelt, Torsten Sträter                         |
| 133 | Do., 04. Nov. 2021, 22:50 Uhr | Barbara Ruscher, Andreas Rebers, Lisa Eckhart, Johann König                    |
| 134 | Do., 18. Nov. 2021, 23:10 Uhr | Torsten Sträter, Özgür Cebe, Frank Lüdecke, Christian Schulte-Loh              |
| 135 | Do., 25. Nov. 2021, 22:50 Uhr | Michael Altinger, Sissi Perlinger, Tobias Mann, Ingo Appelt                    |
| 136 | Do., 02. Dez. 2021, 23:05 Uhr | Olaf Schubert, Torsten Sträter, Andreas Rebers                                 |
| 137 | Do., 13. Jan. 2022, 22:50 Uhr | Michael Altinger, Ingo Appelt, Lisa Eckhart, Torsten Sträter                   |
| 138 | Do., 20. Jan. 2022, 23:00 Uhr | Simone Solga, Johann König, Andreas Rebers, Senay Duzcu                        |
| 139 | Do., 27. Jan. 2022, 22:50 Uhr | Wolfgang Trepper, Florian Schroeder, Abdelkarim, Lisa Eckhart                  |
| 140 | Do., 03. Feb. 2022, 22:50 Uhr | Alfred Dorfer, Torsten Sträter, Michael Mittermeier, Lisa Eckhart              |
| 141 | Do., 10. Feb. 2022, 23:00 Uhr | Ingo Appelt, Monika Gruber, Barbara Ruscher, Benedikt Mitmannsgruber           |
| 142 | Do., 17. Mär. 2022, 23:10 Uhr | Wolfgang Trepper, Torsten Sträter, Andreas Rebers, Masud Akbarzadeh            |
| 143 | Do., 24. Mär. 2022, 23:10 Uhr | Ingo Appelt, Simone Solga, Costa Meronianakis, Lisa Eckhart                    |
| 144 | Do., 31. Mär. 2022, 22:50 Uhr | Florian Schroeder, Barbara Ruscher, Michael Altinger, Jean-Philippe Kindler    |
| 145 | Do., 07. Apr. 2022, 22:50 Uhr | Wolfgang Trepper, Torsten Sträter, Andreas Rebers, Lisa Eckhart                |
| 146 | Do., 15. Sep. 2022, 22:50 Uhr | Monika Gruber, Michael Altinger, Andreas Rebers, Lisa Eckhart                  |
| 147 | Do., 22. Sep. 2022, 22:50 Uhr | Ingo Appelt, Simone Solga, Michael Mittermeier, Helene Bockhorst               |
| 148 | Do., 29. Sep. 2022, 22:50 Uhr | Mirja Boes, Torsten Sträter, Charles Nguela, Maxi Gstettenbauer                |
| 149 | Do., 06. Okt. 2022, 22:50 Uhr | Vince Ebert, Simone Solga, Johannes Schröder, Lisa Eckhart                     |
| 150 | Do., 13. Okt. 2022, 22:50 Uhr | Alfred Dorfer, Torsten Sträter, Abdelkarim, Andreas Rebers, Lisa Eckhart       |
| 151 | Do., 12. Jan. 2023, 22:50 Uhr | Michael Mittermeier, Ingo Appelt, Andreas Rebers, Lisa Eckhart                 |
| 152 | Do., 19. Jan. 2023, 23:20 Uhr | Dirk Stermann, Alfred Dorfer, Barbara Ruscher, Benedikt Mitmannsgruber         |
| 153 | Do., 26. Jan. 2023, 22:50 Uhr | Matthias Deutschmann, Torsten Sträter, Mirja Boes, Lisa Eckhart                |
| 154 | Do., 02. Feb. 2023, 22:50 Uhr | Frank Lüdecke, Florian Schroeder, Abdelkarim, Christian Schulte-Loh            |
| 155 | Do., 09. Mär. 2023, 22:50 Uhr | Simone Solga, Torsten Sträter, Michael Mittermeier, Passun Azhand              |
| 156 | Do., 16. Mär. 2023, 22:50 Uhr | Alfred Dorfer, Michael Altinger, Maxi Schafroth, Christiane Olivier            |
| 157 | Do., 23. Mär. 2023, 22:50 Uhr | Ingo Appelt, Barbara Ruscher, Lisa Eckhart, Serdar Karibik                     |
| 158 | Do., 30. Mär. 2023, 22:50 Uhr | Frank Lüdecke, Johann König, Mathias Tretter, Lisa Eckhart                     |
| 159 | Do., 01. Juni 2023, 22:50 Uhr | Wolfgang Trepper, Torsten Sträter, Andreas Rebers, Lisa Eckhart                |
| 160 | Do., 08. Juni 2023, 22:50 Uhr | Simone Solga, Christiane Olivier, Benedikt Mitmannsgruber, Lisa Eckhart        |
| 161 | Do., 14. Sep. 2023, 22:50 Uhr | Frank Lüdecke, Michael Mittermeier, Christian Schulte-Loh, Lisa Eckhart        |
| 162 | Do., 21. Sep. 2023, 22:50 Uhr | Dirk Stermann, Michael Altinger, Abdelkarim, Lisa Eckhart                      |
| 163 | Do., 28. Sep. 2023, 22:50 Uhr | Alfred Dorfer, Florian Schroeder, Mirja Boes, Helene Bockhorst                 |
| 164 | Do., 05. Okt. 2023, 22:50 Uhr | Ingo Appelt, Alfred Mittermeier, Andreas Rebers, Fee Brembeck                  |
| 165 | Do., 11. Jan. 2024, 22:50 Uhr | Ingo Appelt, Matthias Deutschmann, Christian Schulte-Loh, Lisa Eckhart         |
| 166 | Sa., 20. Jan. 2024, 22:30 Uhr | Michael Mittermeier, Torsten Sträter, Alfred Dorfer, Andreas Rebers            |
| 167 | Do., 25. Jan. 2024, 22:50 Uhr | Frank Lüdecke, Olaf Schubert, Barbara Ruscher, Helene Bockhorst                |
| 168 | Do., 01. Feb. 2024, 22:50 Uhr | Simone Solga, Alfred Dorfer, Lisa Eckhart, Florian Schroeder                   |
| 169 | Do., 07. Mär. 2024, 22:50 Uhr | Ingo Appelt, Mathias Tretter, Christiane Olivier, Benedikt Mitmannsgruber      |
| 170 | Do., 14. Mär. 2024, 22:50 Uhr | Torsten Sträter, Barbara Ruscher, Christian Schulte-Loh, Maxi Gstettenbauer    |
| 171 | Do., 21. Mär. 2024, 22:50 Uhr | Frank Lüdecke, Andreas Rebers, Lisa Eckhart, Alain Frei                        |
| 172 | Do., 23. Mai 2024, 22:50 Uhr  | Michael Mittermeier, Alfred Dorfer, Mirja Boes, Lisa Eckhart                   |
| 173 | Do., 30. Mai 2024, 22:50 Uhr  | Torsten Sträter, Christian Schulte-Loh, Andreas Rebers, Helene Bockhorst       |
| 174 | Do., 06. Juni 2024, 23:50 Uhr | Simone Solga, Johann König, Abdelkarim, Lisa Eckhart                           |
| 175 | Do., 12. Sep. 2024, 22:50 Uhr | Ingo Appelt, Dirk Stermann, Osan Yaran, Lisa Eckhart                           |
| 176 | Do., 19. Sep. 2024, 22:50 Uhr | Alfred Dorfer, Mirja Boes, Benedikt Mitmannsgruber                             |
| 177 | Do., 26. Sep. 2024, 22:50 Uhr | Vince Ebert, Barbara Ruscher, Christian Schulte-Loh                            |
| 178 | Fr., 04. Okt. 2024, 21:45 Uhr | Simone Solga, Frank Lüdecke, Andreas Rebers, Lisa Eckhart                      |
| 179 | Do., 07. Nov. 2024, 22:50 Uhr | Johann König, Torsten Sträter, Abdelkarim, Tan Çağlar                          |
| 180 | Do., 14. Nov. 2024, 22:50 Uhr | Simone Solga, Michael Mittermeier, Lisa Eckhart                                |
| 181 | Do., 23. Jan. 2025, 22:50 Uhr | Frank Lüdecke, Barbara Ruscher, Andreas Rebers, Lisa Eckhart                   |
| 182 | Do., 30. Jan. 2025, 22:50 Uhr | Ingo Appelt, Alain Frei, Lisa Eckhart                                          |
| 183 | Do., 06. Feb. 2025, 22:50 Uhr | Michael Mittermeier, Christian Schulte-Loh, Sonja Pikart                       |
| 184 | Do., 20. Mär. 2025, 23:45 Uhr | Frank Lüdecke, Torsten Sträter, Chin Meyer, Luisa Charlotte Schulz             |
| 185 | Do., 27. Mär. 2025, 22:50 Uhr | Ingo Appelt, Alfred Dorfer, Christian Schulte-Loh, Kristina Bogansky           |
| 186 | Do., 03. Apr. 2025, 23:05 Uhr | Simone Solga, Michael Altinger, Florian Schroeder, Nikita Miller               |
| 187 | Do., 10. Apr. 2025, 22:50 Uhr | Wolfgang Trepper, Andreas Rebers, Lisa Eckhart                                 |
| 188 | Do., 15. Mai 2025, 22:50 Uhr  | Olaf Schubert, Torsten Sträter, Mirja Boes, Alain Frei                         |
| 189 | Do., 22. Mai 2025, 23:05 Uhr  | Johann König, Barbara Ruscher, Mathias Tretter, Christian Schulte-Loh          |
| 190 | Do., 29. Mai 2025, 22:50 Uhr  | Ingo Appelt, Herr Schröder, Andreas Rebers, Lisa Eckhart                       |
| 191 | –                             | –                                                                              |
| 192 | –                             | –                                                                              |
| 193 | –                             | –                                                                              |
| 194 | –                             | –                                                                              |

### Spezialfolgen mit Dieter Nuhr
In den Spezialfolgen zu verschiedenen Themen steht Dieter Nuhr (bis auf Nuhr im Ersten XXL) allein auf der Bühne. Am Jahresende folgt Der Jahresrückblick.
| Nr. | Datum / Sendezeit             | Titel |
| --- | ----------------------------- | --- |
| 1   | Sa., 17. Dez. 2011, 22:15 Uhr | Nuhr 2011 – Der Jahresrückblick |
| 2   | Do., 20. Dez. 2012, 23:00 Uhr | Nuhr 2012 – Der Jahresrückblick |
| 3   | Fr., 22. Nov. 2013, 22:45 Uhr | Nuhr im Glück – ARD-Themenwoche "Zum Glück" |
| 4   | Mo., 16. Dez. 2013, 22:55 Uhr | Nuhr 2013 – Der Jahresrückblick |
| 5   | Do., 20. Nov. 2014, 22:45 Uhr | Nuhr mit Respekt! – ARD-Themenwoche "Toleranz – Anders als Du denkst"                                                                               |
| 6   | Do., 18. Dez. 2014, 22:55 Uhr | Nuhr 2014 – Der Jahresrückblick |
| 7   | Do., 08. Okt. 2015, 22:45 Uhr | Nuhr daheim – ARD-Themenwoche "Heimat" |
| 8   | Do., 17. Dez. 2015, 22:45 Uhr | Nuhr 2015 – Der Jahresrückblick |
| 9   | Do., 03. Nov. 2016, 22:45 Uhr | Nuhr auf Arbeit – ARD-Themenwoche "Zukunft der Arbeit"                                                                                              |
| 10  | Do., 22. Dez. 2016, 22:00 Uhr | Nuhr 2016 – Der Jahresrückblick |
| 11  | Do., 15. Juni 2017, 22:45 Uhr | Nuhr dran glauben – ARD-Themenwoche "Woran glaubst Du"                                                                                              |
| 12  | Do., 21. Dez. 2017, 21:55 Uhr | Nuhr 2017 – Der Jahresrückblick |
| 13  | Do., 15. Nov. 2018, 22:45 Uhr | Nuhr gerecht – ARD-Themenwoche "Gerechtigkeit" |
| 14  | Do., 20. Dez. 2018, 22:45 Uhr | Nuhr 2018 – Der Jahresrückblick |
| 15  | Do., 14. Nov. 2019, 22:45 Uhr | Nuhr Wissenswertes – ARD-Themenwoche "Zukunft Bildung"                                                                                              |
| 16  | Do., 19. Dez. 2019, 22:45 Uhr | Nuhr 2019 – Der Jahresrückblick |
| 17  | Do., 09. Jan. 2020, 22:45 Uhr | Dieter Nuhr live! |
| 18  | Do., 19. Nov. 2020, 22:50 Uhr | Wie immer, Nuhr anders – ARD-Themenwoche "#WieLeben"                                                                                                |
| 19  | Do., 17. Dez. 2020, 22:50 Uhr | Nuhr 2020 – Der Jahresrückblick |
| 20  | Do., 11. Nov. 2021, 22:50 Uhr | Nuhr im Wandel – ARD-Themenwoche "Stadt.Land.Wandel"                                                                                                |
| 21  | Di., 21. Dez. 2021, 21:45 Uhr | Nuhr 2021 – Der Jahresrückblick |
| 22  | Do., 30. Juni 2022, 22:50 Uhr | Nuhr im Ersten XXL mit Ingo Appelt, Monika Gruber, Alfred Dorfer, Lisa Eckhart, Johann König, Andreas Rebers, Abdelkarim, Christian Schulte-Loh     |
| 23  | Mo., 7. Nov. 2022, 22:50 Uhr  | Wir sind’s Nuhr – ARD-Themenwoche "Wir" |
| 24  | Di., 22. Dez. 2022, 21:45 Uhr | Nuhr 2022 – Der Jahresrückblick |
| 25  | Do., 29. Juni 2023, 22:50 Uhr | Nuhr im Ersten XXL mit Ingo Appelt, Johann König, Torsten Sträter, Barbara Ruscher, Michael Mittermeier, Lisa Eckhart, Abdelkarim, Helene Bockhorst |
| 26  | Do., 21. Dez. 2023, 22:30 Uhr | Nuhr 2023 – Der Jahresrückblick |
| 27  | Do., 19. Dez. 2024, 21:45 Uhr | Nuhr 2024 – Der Jahresrückblick |